# Reka (Jablaniški potok)
Reka je potok, ki nabira svoje vode v hribovju južno od Litije. Izliva se v Jablaniški potok, ta pa je del porečja potoka Reka, ki teče skozi Šmartno pri Litiji in se pri Litiji kot desni pritok izliva v reko Savo. 